# テリー郡 (テキサス州)
テリー郡（テリーぐん、英: Terry County）は、アメリカ合衆国テキサス州の西部に位置する郡である。2010年国勢調査での人口は12,651人であり、2000年の12,761人から0.9%減少した。郡庁所在地はブラウンフィールド市（人口9,657人）であり、同郡で人口最大の都市でもある。テリー郡は1876年に設立され、郡名は南軍の大佐だったベンジャミン・フランクリン・テリーに因んで名付けられた。テリー郡は州内に46あった禁酒郡（ドライ）の1つだったが、現在は一部の販売が認められている。

## 歴史
1877年、ノーラン遠征隊がコマンチ族の無法者によって盗まれた家畜を捜索してリン郡を横切った。狩猟者によってバッファローの群れが激減したために、白人開拓者が入ってくるまでに、様々なインディアン部族はこの地を立ち去っていた。
テリー郡はベア郡から分かれて設立されて設立された。郡名は南北戦争でテリーのテキサス・レンジャーを率いたベンジャミン・フランクリン・テリー大佐に因んで名付けられた。
テリー郡は1904年になった組織化された。ブラウンフィールドが郡庁所在地になった。
郡内にはアイラ・J・クールバー、J・R・クイン、イングリッシュマン・Q・ボーン、マリオン・V・ブラウンフィールドなどの牧場主が入ってきた。1910年には235の農場と23,000エーカー (93 km2) の改良された土地があり、トウモロコシが最も重要な作物だった。
1940年に郡内で石油が発見された。テリー郡は埋蔵量の豊富なパーミアン盆地にあり、石油が発見されると共に直ぐに生産に移行された。1940年から1991年までに累計原油生産量は 363,143,000 バーレル (57,735,100 m3) になった。
1991年ではテキサス州内でも綿花の生産が多い郡の1つだった。

## 地理
アメリカ合衆国国勢調査局に拠れば、郡域全面積は891平方マイル (2,308 km2)であり、このうち陸地890平方マイル (2,305 km2)、水域は1平方マイル (3 km2)で水域率は0.12%である。

### 主要高規格道路
- アメリカ国道82号線
- アメリカ国道380号線
- アメリカ国道385号線
- テキサス州道137号線

### 隣接する郡
- ホックリー郡 - 北
- リン郡 - 東
- ドーソン郡 - 南東
- ゲインズ郡 - 南
- ヨーカム郡 - 西

## 人口動態
以下は2000年の国勢調査による人口統計データである。
| 基礎データ - 人口: 12,761人 - 世帯数: 4,278 世帯 - 家族数: 3,247 家族 - 人口密度: 6人/km2（14人/mi2） - 住居数: 5,087軒 - 住居密度: 2軒/km2（6軒/mi2） 人種別人口構成 - 白人: 76.55% - アフリカン・アメリカン: 5.00% - ネイティブ・アメリカン: 0.53% - アジア人: 0.22% - 太平洋諸島系: 0.02% - その他の人種: 14.28% - 混血: 3.40% - ヒスパニック・ラテン系: 44.09% 年齢別人口構成 - 18歳未満: 28.4% - 18-24歳: 9.5% - 25-44歳: 27.0% - 45-64歳: 20.6% - 65歳以上: 14.6% - 年齢の中央値: 35歳 - 性比（女性100人あたり男性の人口） - 総人口: 108.0 - 18歳以上: 109.5 | 世帯と家族（対世帯数） - 18歳未満の子供がいる: 35.8% - 結婚・同居している夫婦: 59.7% - 未婚・離婚・死別女性が世帯主: 11.9% - 非家族世帯: 24.1% - 単身世帯: 22.1% - 65歳以上の老人1人暮らし: 12.3% - 平均構成人数 - 世帯: 2.76人 - 家族: 3.23人 収入と家計 - 収入の中央値 - 世帯: 28,090米ドル - 家族: 33,339米ドル - 性別 - 男性: 24,321米ドル - 女性: 20,131米ドル - 人口1人あたり収入: 13,860米ドル - 貧困線以下 - 対人口: 23.3% - 対家族数: 19.2% - 18歳未満: 32.5% - 65歳以上: 13.9% |

## メディア
テリー郡では週刊新聞1紙、AMとFMのラジオ各1局、さらにラボック市のラジオとテレビが視聴できる。ブラウンフィールドで免許が降りているAMとFMのラジオ各1局はラボック市に事務所とスタジオがあり、テリー郡内で制作される番組はほとんど無い。

## 都市と町
- ブラウンフィールド - 郡庁所在地
- メドウ
- トキオ、未編入の町
- ウェルマン